# Albert Hien
Albert Hien (* 29. April 1956 in München) ist ein deutscher Künstler.

## Leben
Albert Hien erhielt 1982 ein DAAD-Stipendium, 1988 das der Villa Massimo.
Hien war Teilnehmer der Documenta 7 und Documenta 8.
1984 erhielt er den Förderpreis für Bildende Kunst der Landeshauptstadt München.
1985 bestritt er den deutschen Beitrag bei der Biennale von São Paulo. Der Erich-Schulze-Brunnen (1990) im Münchner Stadtteil Haidhausen, errichtet zu Ehren des langjährigen GEMA-Generaldirektors Erich Schulze, ist ein Werk Hiens.
Von 1997 bis 2001 hatte er eine Professur an der Hochschule für Bildende Künste Braunschweig, anschließend übernahm er eine Professur an der Kunstakademie München.

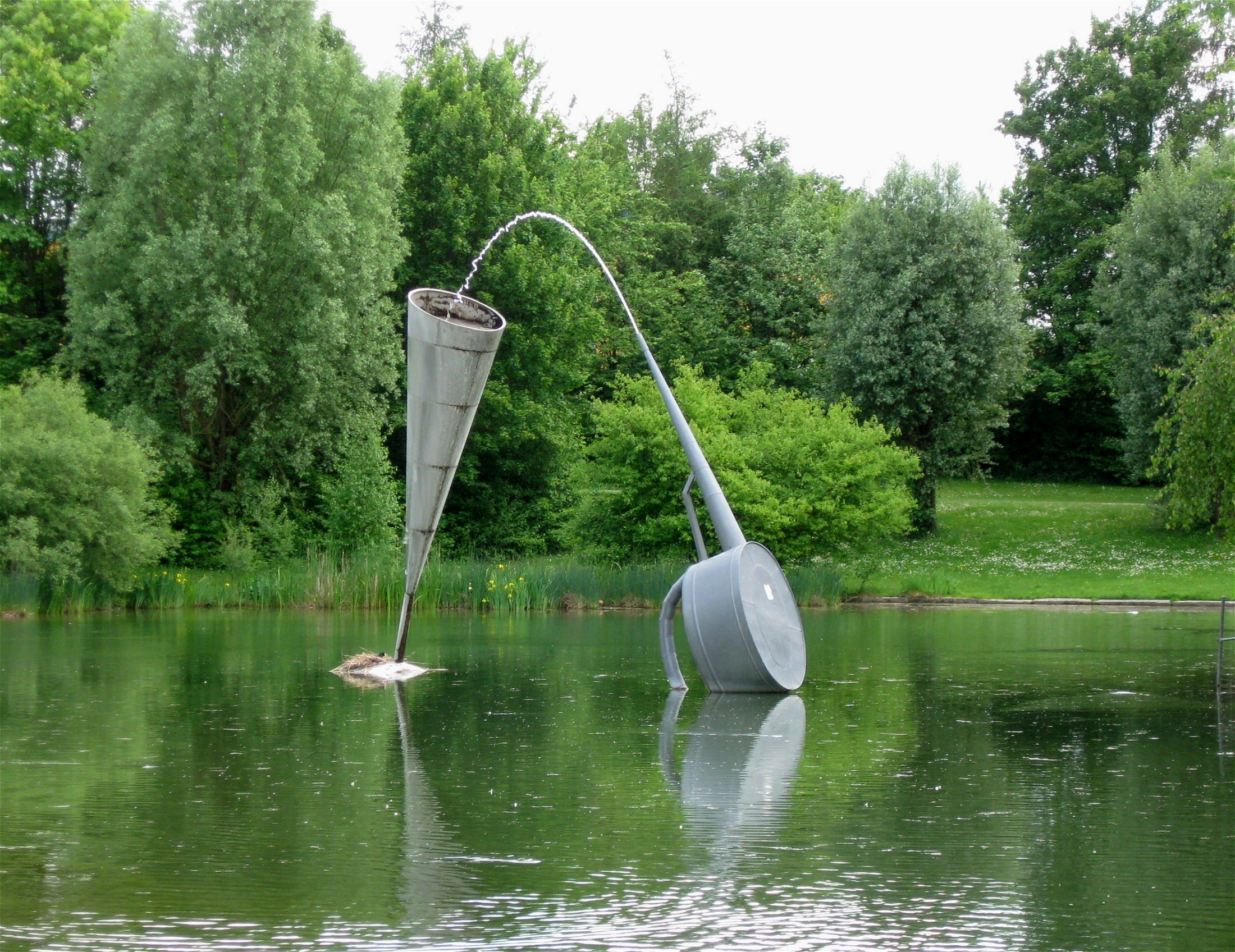
Objekt im See, München-Neuperlach

## Öffentliche Sammlungen
- Museum van Hedendaagse Kunst (MuHKA), Antwerpen
- Städtische Galerie im Lenbachhaus & Kunstbau, München
- See im Perlach-Park, Neuperlach
- Centro per l’Arte Contemporanea Luigi Pecci, Prato